# 76 Freia
76 Freia este o planetă minoră (asteroid), cu un diametru de 145,423 km, din centura de asteroizi. A fost descoperită pe 21 octombrie 1862 la Østervold⁠(d) de Heinrich Louis d'Arrest și a fost numită după Freya. 
Obiectul prezintă o orbită caracterizată de o semiaxă mare de 3,4101911277171 UAi, o excentricitate de 0,16747646625194, o înclinație de 2,116 ° în raport cu ecliptica.